# Cosimo Bartoli
Cosimo Bartoli (Firenze, 20 dicembre 1503 – Firenze, 25 ottobre 1572) è stato un umanista, scrittore e filologo italiano.

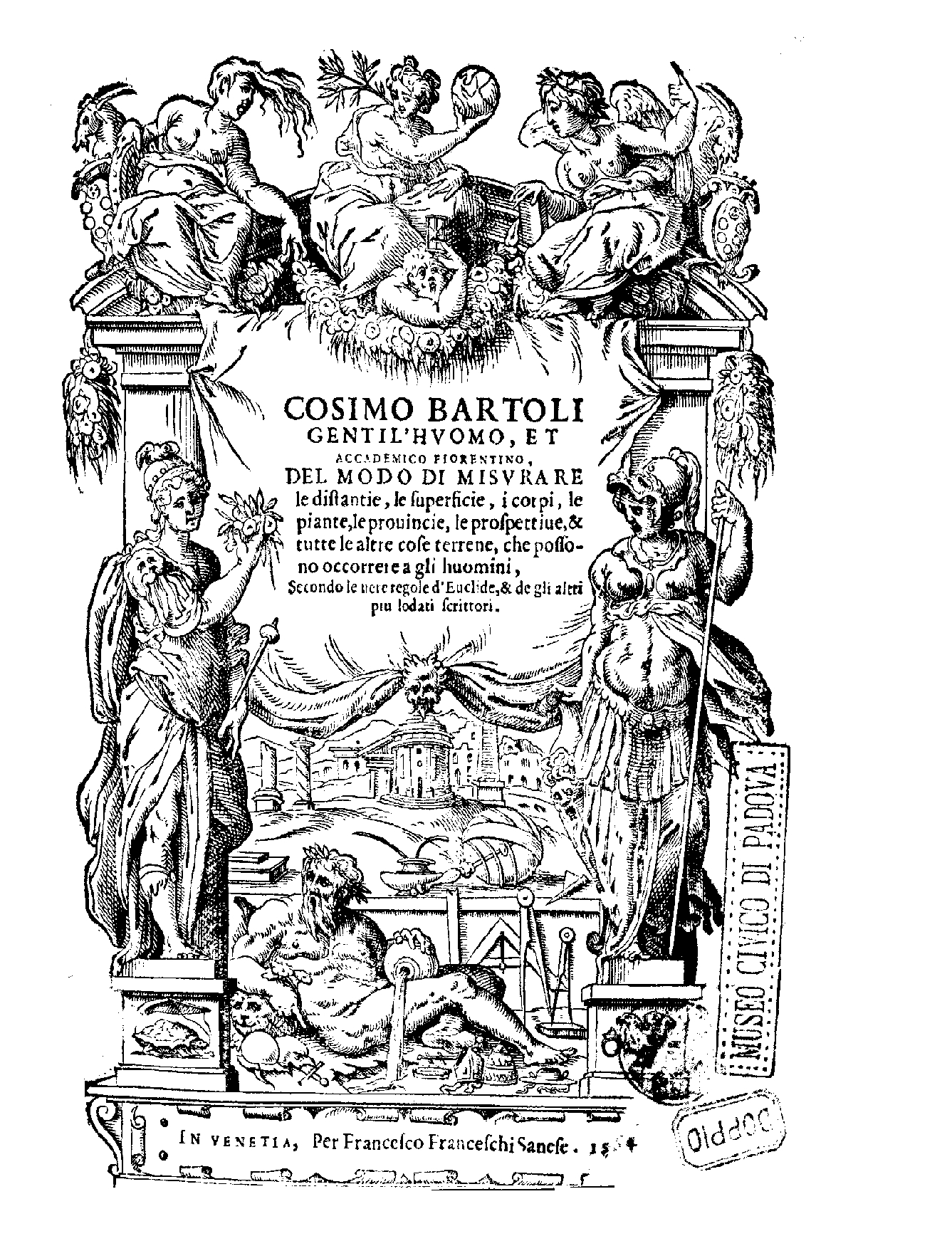
Del modo di misurare, 1564

Nella sua multiforme attività letteraria si occupò di svariati argomenti, tra cui agrimensura, geometria, letteratura e storiografia.
Viene ricordato per la sua opera di traduzione e divulgazione dei trattati di Leon Battista Alberti tra cui De Statua e De architectura.

## Biografia
Nato in una famiglia filomedicea, Bartoli ricevette una formazione poliedrica, avvicinandosi anche alle discipline artistiche. Lavorò sempre al servizio dei Medici, tra Roma, Firenze e Venezia. Intraprese nel contempo la carriera ecclesiastica, godendo di alcuni benedici. 
Fu segretario del cardinale Giovanni de' Medici e agente diplomatico a Venezia dal 1562 al 1572 per il duca Cosimo I.
Fu amico di Giorgio Vasari, che aiutò nell'edizione delle Vite, e membro dell'Accademia Fiorentina.

## Studi sulla lingua

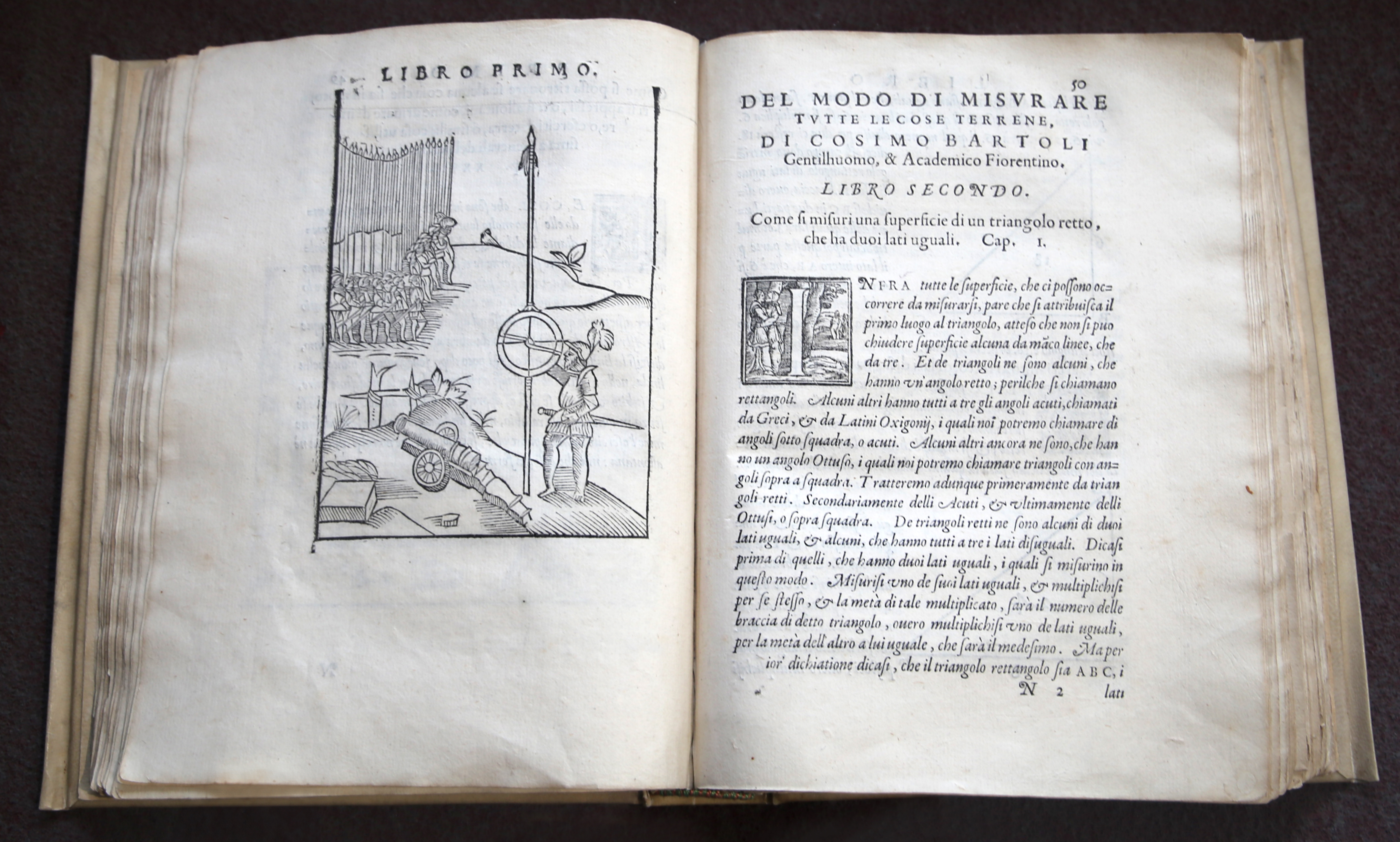
Del modo di misurare le distanze, per F. Franceschi sanese, Venezia 1564

Studioso del volgare fiorentino, volle dimostrarlo adatto anche ad esprimere anche contenuti scientifici e non solo letterari.
Con l'introduzione di nuove norme ortografiche tentò di avvicinare la lingua scritta alla lingua parlata, e in particolare alla pronuncia fiorentina. Per primo utilizzò la scrittura ortofonica per facilitare le pronunce immaginando un sistema (che non ebbe però seguito) che distingueva per mezzo di vari segni tipografici il suono aperto o chiuso delle vocali e le diverse intonazioni con un largo uso di accenti, utilizzando un'edizione del commento e traduzione di Marsilio Ficino al Convito di Platone.

## Traduzioni
- Opuscoli Morali di Leon Batista Alberti, gentil'huomo firentino, Venezia, 1568.
- L'architettura di Leonbattista Alberti. Tradotta in lingua fiorentina da Cosimo Bartoli, 1550, Firenze.

## Opere
- Del modo di misurare le distantie, le superficie, i corpi, le piante, le provincie, le prospettive, e tutte le altre cose terrene, che possono occorrere a gli huomini, secondo le vere regole d'Euclide, e de gli altri più lodati scrittori, Venezia, Francesco De Franceschi (senese), 1564.
- Ragionamenti Accademici, Venezia, 1567.